# Marcella Balconi
Marcella Balconi (Romagnano Sesia, 8 febbraio 1919 – Novara, 5 febbraio 1999) è stata una psichiatra, partigiana e politica italiana, una delle figure più autorevoli della scienzae della politica novarese dopo la Seconda guerra mondiale.

## Biografia
Tra le prime laureate in medicina in Italia, fu allieva dell'autorevole clinico e pediatra Piero Fornara (capo della resistenza di Novara, prefetto della Liberazione e deputato costituente) e una pioniera nel campo della neuropsichiatria infantile su base psicoanalitica.
Durante la seconda guerra mondiale, insieme alla cugina Mariolina, fu staffetta partigiana e poi ispettrice sanitaria del comando generale delle Brigate Garibaldi. Nel corso di questo difficile e pericoloso incarico dovette visionare i dossier dei partigiani uccisi dai nazifascisti e, tra questi, anche i dossier di moltissimi adolescenti e bambini: in quella drammatica circostanza prese con sé stessa l'impegno solenne a fare di tutto per "salvare i bambini".
Dopo la guerra lavorò presso il servizio di neuropsichiatria infantile dell'Ospedale Maggiore della Carità di Novara che contribuì ad organizzare. Dopo aver ricoperto vari incarichi amministrativi locali, nel 1963 divenne deputata alla Camera per il Partito Comunista Italiano presentando una serie di disegni di legge dedicati alla salute psichica e all'integrazione dei bambini diversamente dotati.
A Novara Marcella Balconi ristrutturò nell'anno 1982 il "Parco dei bambini", una sorta di piccola "città nella città" nella quale i bambini potessero sentirsi a casa loro.

## Opere
- Marcella Balconi, In ascolto del bambino, 1999;
- Marcella Balconi, Il disegno e la psicoanalisi infantile, 1987